# Kings & Queens (песня Эйвы Макс)
«Kings & Queens» (с англ. — «Короли и Королевы») — песня американской певицы Эйвы Макс, вышедшая 12 марта 2020 года в качестве лид-сингла её дебютного сольного альбома Heaven & Hell. Это песня в стиле пауэр-поп, включающая электрогитары и синтезаторы, в которую вложена идея расширения прав и возможностей женщин. Дезмонд Чайлд получил соавторство на написание песни из-за интерполяции строки из сингла «If You Were a Woman (And I Was a Man)» певицы Бонни Тайлер, вышедшего в 1986 году.
Песня «Kings & Queens» получила в целом благоприятные отзывы от музыкальных критиков, которые высоко оценили продюсирование, гитарное соло и текст. Песня возглавила чарты в Израиле, Польше и Словении, а также заняла 13-е место в американском Billboard Hot 100 и 19-е место в UK Singles Chart. Песня получила платиновый сертификат в десяти странах, включая США и Великобританию. Режиссером сопровождающего клипа выступил Айзек Ренц, в котором Макс танцует в тронном зале в небесной тематике вместе с группой танцоров, пирующих на банкете. Ремикс на песню под названием «Kings & Queens, Pt. 2» был выпущен 6 августа 2020 года, в нем приняли участие американский певец Lauv и рэперша Saweetie.

## История
Разработка «Kings & Queens» началась в 2018 году, когда Макс записала песню в пяти отдельных студиях, расположенных в Европе, Германии и Лос-Анджелесе. Песня прошла через десять различных итераций, включавших разные мелодии и продюсирование, прежде чем окончательная версия была завершена примерно в августе-сентябре 2019 года. Макс написала куплет и припев вместе с американским автором песен Madison Love, а затем получила припев от мароккано-шведского продюсера RedOne (Надир Хаят). Изначально припев содержал только мелодию, но был переработан в студии с участием Leland, Madison Love и Cirkut. Макс решила включить в трек электрогитару, чтобы дополнить поп-электронное звучание своей музыки. Анонс «Kings & Queens» состоялся 27 февраля 2020 года, где Макс подтвердила, что в производстве участвовали Cirkut, RedOne и Madison Love. Позже она сообщила дату выхода песни с названием и обложкой 7 марта 2020 года. Авторами песни стали Макс, Leland, Чайлд, Хилари Бернштейн, Якке Эрикссон, Madison Love, Мимоза Блинссон и продюсеры Cirkut и RedOne.
В музыкальном плане «Kings & Queens» — это песня в стиле пауэр-поп, которая содержит несколько пульсирующих куплетов и хук с синтезаторами. Гитарное соло, следующее за вторым куплетом, включает элементы глэм-рока, который Джон Блистайн из Rolling Stone отметил как «качество, присущее группе Queen». Макс заявила, что текст песни «Kings & Queens» описывает, что мир стал бы лучше, если бы королевы правили миром. Она сравнила его со своей предыдущей песней «So Am I» (2019), признав, что она содержит аналогичное послание о расширении прав и возможностей женщин. В песне использована строчка из книги 1865 года «Приключения Алисы в Стране чудес», которую произносит Червонная Королева: «Не послушаешься меня, детка, и тебе конец». В текст включены шахматные метафоры.

## Отзывы
Мэдлин Ротман из MTV News отметила сольное исполнение на электрогитаре, в то время как Джон Блистейн из журнала Rolling Stone похвалил лирическое содержание песни, приправленное царственными синтезаторами, а также сравнил гитарное соло песни с аналогичным у группы Queen. Майк Нид из сетевого издания Idolator написал, что новая песня «подчеркивает способность Эйвы заполнять танцполы по всему миру».
Кейтлин Уайт из Uproxx описала текст песни как «утончённую дань власти женщин и призыв к действию для мужчин, чтобы поддержать королев в их жизни». Херан Мамо из журнала Billboard высоко оценил текст песни, в которой движения в шахматах сравниваются с феминизмом: «В шахматах король может перемещаться по одному полю за раз / Но королевы могут свободно ходить куда угодно».

## Коммерческий успех
В Великобритании «Kings & Queens» дебютировал под номером 90 в чарте «UK Singles Chart» 26 марта 2020 года (а впервые появился на 96-м месте в лучшей сотне синглов 19 марта 2020 года).

## Музыкальное видео
Музыкальное видео было выпущено 27 марта 2020 года на Youtube; режиссёр Isaac Rentz.
Однако, первая визуализация появилась ещё 12 марта вместе с релизом сингла.
Видео начинается с того, что Макс держит меч между ног, в то время, как она сама сидит на золотом троне. Затем она организует банкет, на котором несколько танцоров начинают пить шампанское и есть пищу, прежде чем начинают танцевать и играть на гитарах.

## Участники записи
По данным Tidal.
- Аманда Эйва Кочи — вокал, автор
- Henry Walter — автор, продюсер
- RedOne — автор, продюсер
- Chris Gehringer — мастеринг
- Сербан Генеа — микширование
- Brett McLaughlin — автор
- Дезмонд Чайлд — автор
- Hillary Bernstein — автор
- Jakke Erixon — автор
- Madison Love — автор
- Mimoza Blinsson — автор

## Чарты

### Еженедельные чарты
| Чарт (2020—2021)                       | Высшая позиция |
| -------------------------------------- | -------------- |
| Австралия (ARIA)                       | 31             |
| Австрия (Ö3 Austria Top 40)            | 12             |
| Бельгия/Фландрия (Ultratop 50)         | 4              |
| Бельгия/Валлония (Ultratop 50)         | 9              |
| Бразилия (Top 100 Airplay)             | 91             |
| Канада (Billboard Canadian Hot 100)    | 34             |
| Канада (Billboard Hot AC)              | 15             |
| Канада (Billboard CHR/Top 40)          | 12             |
| СНГ (TopHit)                           | 6              |
| Хорватия (HRT)                         | 6              |
| Кипр (Top 10)                          | 2              |
| Чехия (Rádio — Top 100)                | 1              |
| Чехия (Singles Digitál Top 100)        | 7              |
| Эстония (Eesti Tipp-40)                | 30             |
| Европа, Euro Digital Songs (Billboard) | 5              |
| Финляндия (Suomen virallinen lista)    | 15             |
| Франция (SNEP)                         | 32             |
| Германия (GfK)                         | 16             |
| Мир (Global 200, Billboard)            | 31             |
| Греция (IFPI)                          | 37             |
| Венгрия (Dance Top 40)                 | 1              |
| Венгрия (Rádiós Top 40)                | 1              |
| Венгрия (Single Top 40)                | 3              |
| Венгрия (Stream Top 40)                | 4              |
| Исландия (Tonlist)                     | 11             |
| Ирландия (IRMA)                        | 20             |
| Израиль (Media Forest)                 | 1              |
| Италия (FIMI)                          | 38             |
| Латвия (Latvijas Top 40)               | 1              |
| Литва (AGATA)                          | 24             |
| Северная Македония (Radiomonitor)      | 12             |
| Мальта (Radiomonitor)                  | 3              |
| Мексика, Mexico Airplay (Billboard)    | 23             |
| Намибия (Radiomonitor)                 | 7              |
| Новая Зеландия (RMNZ)                  | 20             |
| Нидерланды (Dutch Top 40)              | 6              |
| Нидерланды (Single Top 100)            | 10             |
| North Africa (Radiomonitor)            | 11             |
| Норвегия (VG-lista)                    | 7              |
| Польша (Polish Airplay Top 100)        | 1              |
| Польша (Video Chart)                   | 1              |
| Португалия (AFP)                       | 77             |
| Румыния (Airplay 100)                  | 19             |
| Россия (TopHit)                        | 25             |
| Шотландия (OCC Scotland)               | 5              |
| Словакия (Rádio — Top 100)             | 4              |
| Словакия (Singles Digitál Top 100)     | 16             |
| Словения (SloTop50)                    | 3              |
| South Africa (Radiomonitor)            | 34             |
| Испания (PROMUSICAE)                   | 78             |
| Швеция (Sverigetopplistan)             | 21             |
| Швейцария (Schweizer Hitparade)        | 5              |
| Украина (TopHit)                       | 3              |
| Великобритания (OCC UK Singles)        | 19             |
| США (Billboard Hot 100)                | 19             |
| США (Billboard Adult Contemporary)     | 22             |
| США (Billboard Adult Pop Airplay)      | 6              |
| США (Billboard Pop Airplay)            | 4              |
| США (Rolling Stone Top 100)            | 63             |

## Сертификации
| Регион                                                                      | Сертификация  | Продажи   |
| --------------------------------------------------------------------------- | ------------- | --------- |
| Австрия (IFPI Austria)                                                      | 2× Платиновый | 60 000    |
| Бельгия (BEA)                                                               | Платиновый    | 40 000    |
| Бразилия (ABPD)                                                             | 3× Платиновый | 120 000   |
| Канада (Music Canada)                                                       | 4× Платиновый | 320 000   |
| Дания (IFPI Danmark)                                                        | Платиновый    | 90 000    |
| Франция (SNEP)                                                              | Бриллиантовый | 333 333   |
| Германия (BVMI)                                                             | 3× Золотой    | 600 000   |
| Италия (FIMI)                                                               | Платиновый    | 70 000    |
| Норвегия (IFPI Norway)                                                      | 3× Платиновый | 180 000   |
| Польша (ZPAV)                                                               | 3× Платиновый | 150 000   |
| Португалия (AFP)                                                            | Платиновый    | 10 000    |
| Испания (PROMUSICAE)                                                        | Золотой       | 20 000    |
| Великобритания (BPI)                                                        | Платиновый    | 600 000   |
| США (RIAA)                                                                  | 2× Платиновый | 2 000 000 |
| Данные о продажах + прослушиваниях приведены только на основе сертификации. |               |           |

## Kings & Queens, Pt. 2
Ремикс на песню под названием «Kings & Queens, Pt. 2» при участии американских певца Lauv и рэперши Saweetie вышел 6 августа 2020 года. Песня была записана во время карантина из-за пандемии COVID-19, после инициации от Макс.

### Композиция и слова
«Kings & Queens, Pt. 2» включает новый второй куплет от Lauv, который описал мужскую перспективу отношений с сильной, независимой женщиной. Он включает Auto-Tune в свой вокал, который заменяет его любимый лирический стиль Saweetie также добавляет рэп-куплет в песню, продолжая тему расширения прав и возможностей женщин.

### Список композиций
| №  | Название                                              | Длительность |
| -- | ----------------------------------------------------- | ------------ |
| 1. | «Kings & Queens, Pt. 2» (при участии Lauv и Saweetie) | 2:55         |